# Chumzalm
De chumzalm (Oncorhynchus keta) is een straalvinnige vis behorend tot de Pacifische zalmen. De vis kan een lengte bereiken van 100 cm. De hoogst geregistreerde leeftijd is 6 jaar.

## Herkenning
In de open oceaan zijn de kleuren zilverachtig blauwgroen en ze hebben geen stippen zoals andere zalmen. Ze kunnen worden onderscheiden van de zilverachtige Cohozalm door de dunne staartwortel.
Als de volwassen dieren gaan paaien krijgen ze purperachtige vlekken langs de flanken.
De mannetjes krijgen een verlengde neus die "kype" genoemd wordt en de tanden worden vergroot. Er wordt gedacht dat deze aanpassing dient als wapen tegen andere mannelijke zalmen in de strijd om de voortplanting. Het mannetje op de foto (het bovenste dier) heeft flinke witte plekken op de flanken, die weleens het gevolg zouden kunnen zijn van beetwonden toegebracht door een mannelijke soortgenoot.

## Leefomgeving
De chumzalm komt zowel in zoet als zout water voor. Ook in brak water is de soort waargenomen. De vis prefereert een polair klimaat en leeft hoofdzakelijk in de Grote Oceaan. De diepteverspreiding is van 0 tot 250 m onder het wateroppervlak.

## Voortplanting
Opvallend bij de chumzalm is dat de voortplanting meestal in getijdestromen en zeegrasvelden plaatsvindt. Voor zalmen is dat heel bijzonder omdat andere zalmen eigenlijk altijd op grindbedden in zoet water paaien. Ze trekken ook wel ver de rivier op om te paaien, Sommige dieren trekken wel 3200 km de Yukon op. De nesten liggen op de iets langzamer stromende gedeeltes van de rivier, langs de oeven en benedenstrooms van diepere gedeeltes.
Het is de zalmsoort die als laatste paait; vanaf november tot januari. Twee weken nadat ze zich hebben voortgeplant sterven ze. Ze leggen maximaal 4000 eitjes, die door het wijfje weer met grind worden bedekt.
Vanaf maart tot juli trekken de jonge zalmpjes meteen weer terug naar zee, waar ze ook grote afstanden afleggen.

## Relatie tot de mens

### Voedsel
De chumzalm wordt niet erg gewaardeerd voor consumptie. Het visvlees bevat relatief weinig vet, wat het wel mogelijk maakt de vis te drogen. Vette vis kan niet gedroogd worden door de oxidatie van vetten. De belangrijkste visserij is op Cohozalm met hooggewaardeerd vlees. Het rode vlees van de Sockeye zalm is ook erg gewaardeerd, maar deze soort is minder talrijk. Chumzalm wordt in Japan wel erg gewaardeerd en ook wel gebruikt om sushi van te maken.
De eieren van Chumzalm worden ook gebruikt om een soort kaviaar van te maken.

### Visserij
De chumzalm is voor de visserij van groot commercieel belang, maar de prijzen voor chumzalm zijn lager dan voor de andere soorten, zodat Amerikaanse vissers de visserij op cohozalm preferen. In Japan worden ook wel jonge visjes kunstmatig gekweekt, zodat daar erg veel chumzalmen geoogst kunnen worden.

### Hengelsport
De vis is de laatste tijd ook populair geworden bij vliegvissers. Ze worden groot en zijn bijzonder sterk en agressief.

## Afbeeldingen

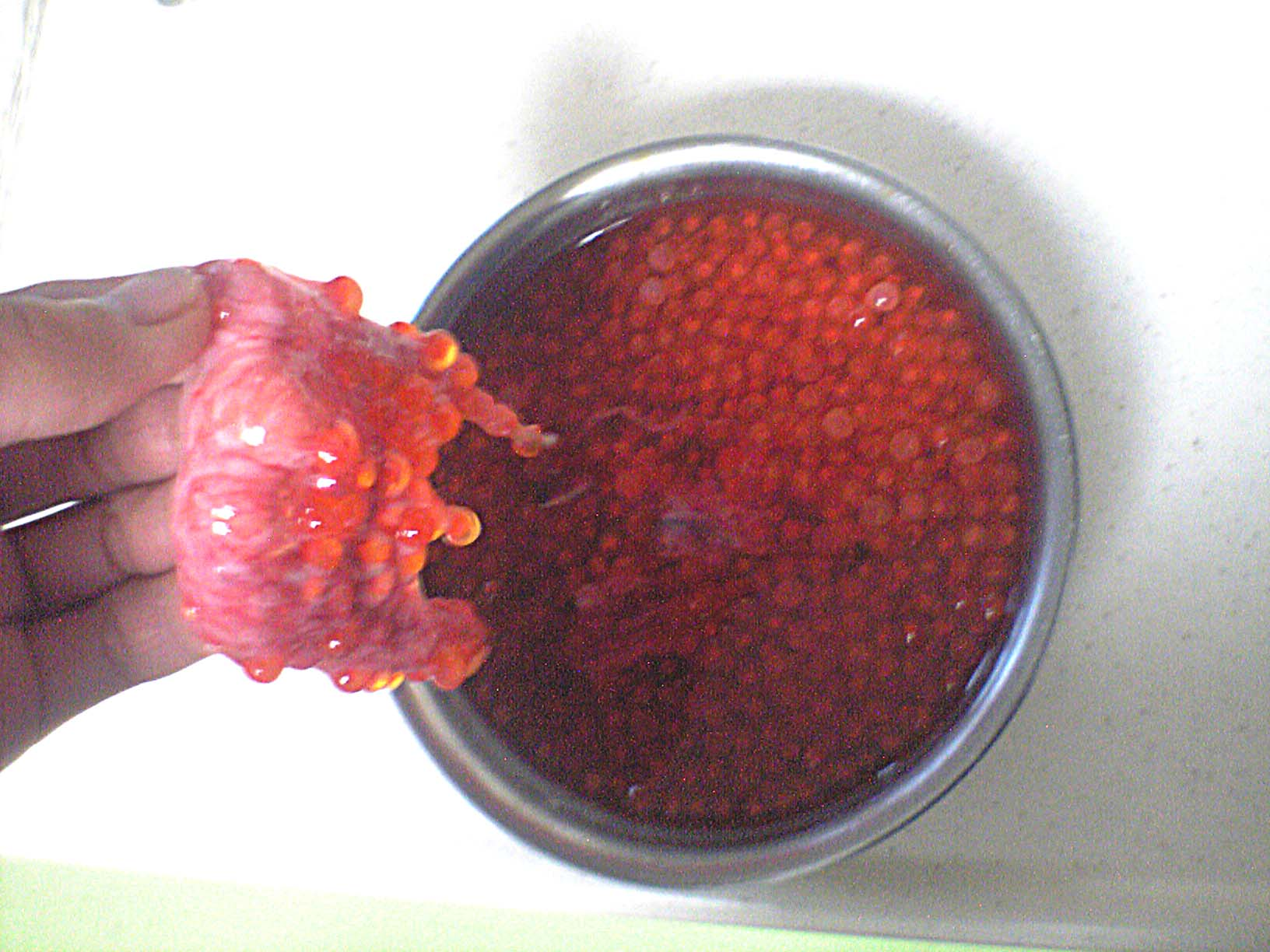
Oogsten van eieren
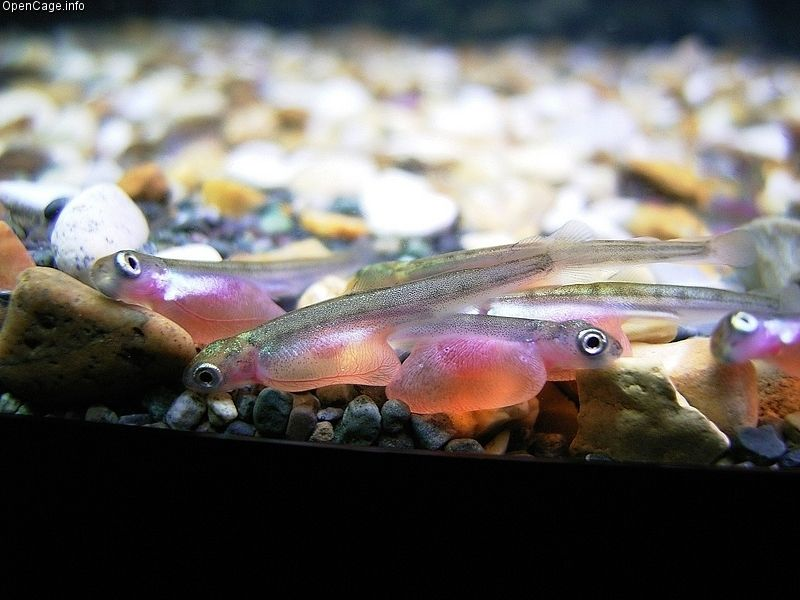
Pas uitgekomen larven in het dooierzakstadium
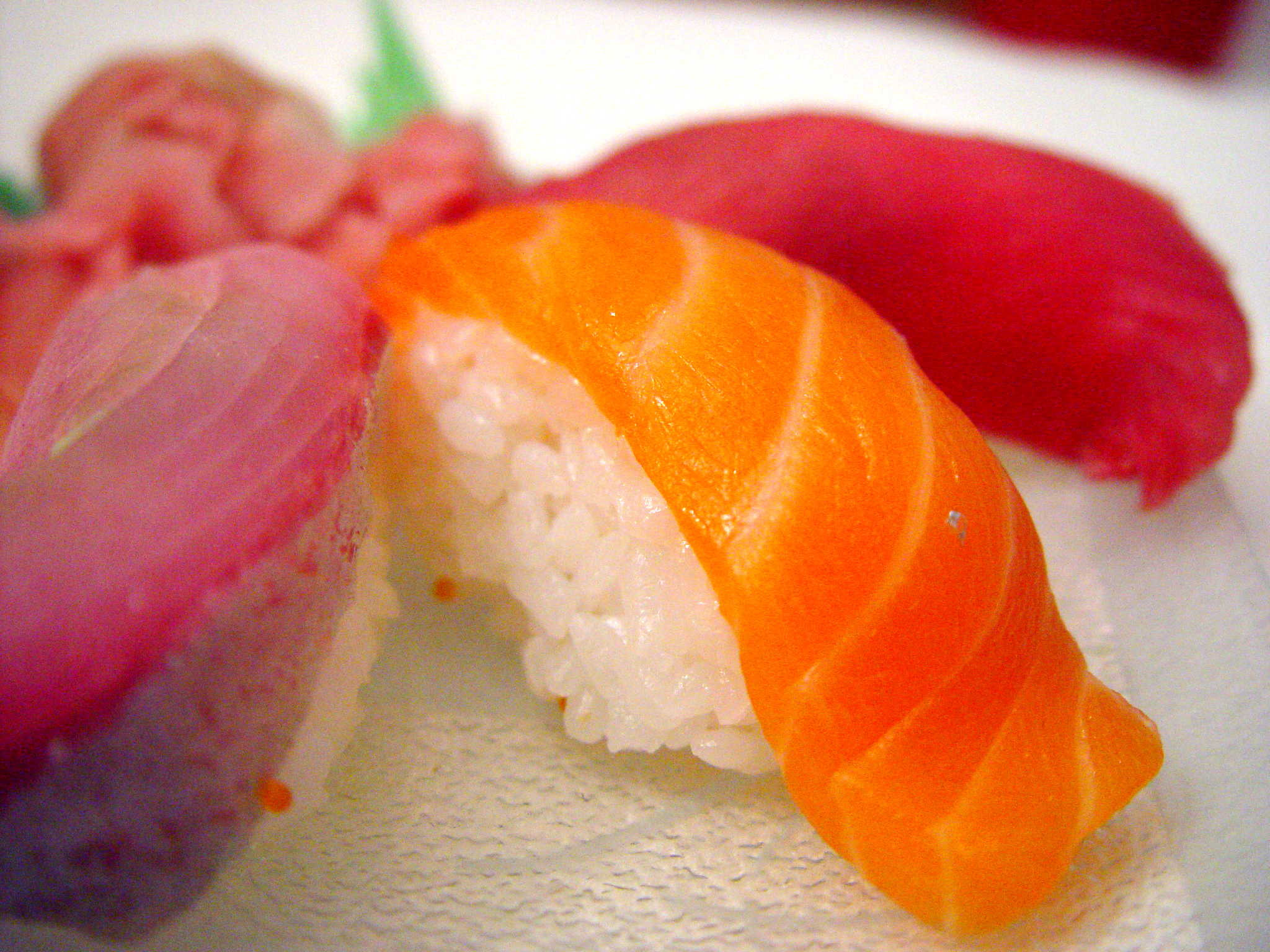
Sushi